# SMS Elsaß
El SMS Elsaß fue el segundo de los cinco acorazados pre-dreadnought de la clase Braunschweig de la Armada Imperial Alemana. Puesto en grada en 1901 y dado de alta en 1904. Recibió su nombre en honor a la región de Alsacia, actualmente francesa y en aquellos tiempos, alemana. Sus buques gemelos eran Braunschweig, Hessen, Preußen (Preussen) y Lothringen.

## Historia
El SMS Elsaß fue botado el 23 de mayo de 1903 y dado de alta en la Marina Imperial Alemana el 29 de noviembre de 1904. El 15 de diciembre, durante las pruebas de mar sufrió daños en el timón, que obligaron a realizarle reparaciones que duraron hasta febrero de 1905. En el mes de mayo se reanudaron las pruebas y el entrenamiento de la tripulación, siendo asignado a la II Escuadra, operando al norte del Mar Báltico y, entre julio y agosto, realizó con otras unidades de la flota un crucero de verano con visitas a Göteborg y Estocolmo.
En septiembre sufrió una colisión con el buque de entrenamiento artillero SMS Schwaben, sufriendo ambos buques ligeros daños. Desde diciembre de 1905 hasta el fin de 1907 realiza operaciones y ejercicios rutinarios. El 28 de abril de 1908, una explosión accidental de una granada mató a tres miembros de la tripulación e hirió a seis. Entre julio y agosto de ese mismo año efectúa un crucero de verano tocando entre otros destinos el puerto de Las Palmas, (islas Canarias). Asimismo, en el verano de 1909, realiza otro de igual cometido, visitando Ferrol. Desde el 14 de diciembre de 1910 fue usado como buque de defensa costera en el Mar del Norte, hasta octubre de 1911, en que es asignado al 1º Escuadrón. El 23 de marzo de 1912, durante unos ejercicios en el Mar del Norte embistió al vapor sueco Pollux, que resultó hundido, siendo dado de baja en el 1º Escuadrón y su tripulación reducida. Fue destinado en diciembre a la 5.ª División de Cruceros, siendo dado de baja el 13 de mayo de 1913 y de nuevo comisionado el 31 de julio de 1914.
El Elsaß empezó la Primera Guerra Mundial como buque de defensa costera junto con sus gemelos de la IV escuadra de combate. El 26 de agosto de 1914, el Elsaß intentó ayudar al crucero encallado Magdeburg. En septiembre realiza operaciones en la zona oriental del Mar Báltico, así como más tarde, ese mismo mes, patrulla el estuario del Elba. Ambas tareas las sigue efectuando en periodos alternos después de efectuársele reparaciones que finalizan a primeros de agosto de 1915. El 25 de julio de 1916, fue retirado del servicio en primera línea y usado como buque de entrenamiento atracado en Kiel, volviendo a ser dado de baja el 20 de junio de 1918.
Según los términos del Tratado de Versalles se le permitió a Alemania conservar este tipo de acorazados obsoletos para uso como defensa costera. Sirvió en la Reichsmarine desde el 15 de febrero de 1924 con armamento reducido, siendo usado para cruceros de entrenamiento con visitas a diversos puertos del Atlántico y Mediterráneo hasta mayo de 1927. En el invierno de 1928-1929 fue usado como buque rompehielos en el mar Báltico. El Elsaß fue retirado del servicio el 25 de febrero de 1930 y borrado de las listas de buques activos el 31 de marzo de 1931, siendo usado como pontón en Wilhelmshaven hasta su desguace en 1936.